# Mundfish
Mundfish — российско-кипрская частная компания, специализирующаяся на разработке компьютерных игр. Известна благодаря компьютерной игре Atomic Heart.

## История
Студия Mundfish была основана в 2017 году Робертом Багратуни (Максимом Зацепиным), Евгенией Седовой, Артёмом Галеевым и Олегом Городишениным. Багратуни и Галеев, ранее работавшие в рекламном бизнесе, были знакомы с начала 2000-х годов. До основания студии они работали порознь в разных компаниях, в том числе и над играми для мобильных устройств, но желали открыть собственную студию и работать над собственной франшизой, сравнимой по масштабам с BioShock или Fallout. Для создания подобной игры были необходимы средства в размере от 5 до 15 миллионов долларов. В начале разработки основатели студии вложили собственные деньги, а также привлекли некоего «крупного» инвестора. По состоянию на весну 2018 года в студии числилось 20 сотрудников, но Mundfish намеревалась удвоить это количество до конца года. На момент января 2019 года численность людей, работавших над игрой, составляла около 30 человек.
Изначально Mundfish позиционировали себя как российская компания с главным офисом в Москве, в котором и проходила разработка Atomic Heart. На момент января 2019 года помимо московской студии в разработке принимал участие как минимум ещё один офис, местонахождение которого разработчики предпочли не раскрывать. После вторжения России на Украину в феврале 2022 года Mundfish прекратили упоминать причастность к созданию игры российской студии, став позиционировать себя как кипрскую компанию с международным составом разработчиков из таких стран, как Польша, Украина, Австрия, Грузия, Израиль, Армения, ОАЭ, Сербия и Кипр.

## Mundfish Powerhouse
В мае 2025 года Mundfish объявила о запуске игрового издательского лейбла Mundfish Powerhouse. Mundfish Powerhouse должен помогать начинающим разработчикам на первых стадиях создания перспективных игр как творческий и производственный партнёр, предлагая собственный опыт и налаженный процесс разработки. По словам Багратуни, к Mundfish уже много раз обращались за поддержкой другие компании, и студия решила сделать это направление работы «официальным». При этом Mundfish намеревалась оказывать такую поддержку только создателям «крупных и смелых проектов, задающих новые стандарты качества и творческого риска». Было объявлено, что лейбл уже начал сотрудничество с первыми партнёрами.
На мероприятии Summer Game Fest 2025 был представлен первый результат этой инициативы — хоррор ILL от студии Team Clout. Ведущий разработчик игры Максим Верехин отметил сотрудничество с Mundfish Powerhouse, которое «радикально» повлияло на разработку ILL и стало отправной точкой для запуска полноценного производства игры, и которое позволит выпустить игру не только на PC, как предполагалось изначально, но также и на PlayStation 5 и Xbox Series X/S.

## Игры
| Год  | Название                           | Платформа                                                        | Разработчик | Издатель                                             |
| ---- | ---------------------------------- | ---------------------------------------------------------------- | ----------- | ---------------------------------------------------- |
| 2018 | Soviet Lunapark VR                 | Windows                                                          | Mundfish    | Mundfish                                             |
| 2023 | Atomic Heart                       | Windows, PlayStation 4, PlayStation 5, Xbox One, Xbox Series X/S | Mundfish    | Focus Entertainment, Astrum Entertainment, 4Divinity |
| 2023 | Atomic Heart: Инстинкт истребления | Windows, PlayStation 4, PlayStation 5, Xbox One, Xbox Series X/S | Mundfish    | Focus Entertainment, Astrum Entertainment, 4Divinity |
| 2024 | Atomic Heart: Узник Лимбо          | Windows, PlayStation 4, PlayStation 5, Xbox One, Xbox Series X/S | Mundfish    | Focus Entertainment, Astrum Entertainment, 4Divinity |
| 2025 | Atomic Heart: Чары морских глубин  | Windows, PlayStation 4, PlayStation 5, Xbox One, Xbox Series X/S | Mundfish    | Focus Entertainment, Astrum Entertainment, 4Divinity |
| TBA  | Atomic Heart 2                     | Windows, PlayStation 5, Xbox Series X/S                          | Mundfish    | Mundfish                                             |
| TBA  | The Cube                           | Windows, PlayStation 5, Xbox Series X/S                          | Mundfish    | TBA                                                  |
| TBA  | ILL                                | Windows, PlayStation 5, Xbox Series X/S                          | Team Clout  | Team Clout                                           |

## Награды и достижения
В ноябре 2023 года «Зал славы видеоигровой индустрии России» вошли: Atomic Heart в номинации «Легендарные видеоигры» и Роберт Багратуни в номинациях «Люди, повлиявшие на индустрию».
В 2024 году студия стала лауреатом Deloitte Technology Fast 50 в регионе «Ближний Восток и Кипр» в категории «Восходящая звезда».